# The End Records
La The End Records è un'etichetta discografica indipendente, fondata nel 1998 a San Diego. Nel 2002 la sede fu spostata a Salt Lake City, prima che l'etichetta si stabilisse definitivamente a New York nel 2006.
Inizialmente specializzata nella pubblicazione di artisti di avant-garde metal, la The End Records ha recentemente messo sotto contratto anche artisti di metal estremo, punk e alternative rock. Ha anche due sottoetichette, la Unruly Sounds, specializzata in metal estremo, e la Infinite Vynil Series, specializzata nella pubblicazione di edizioni limitate in vinile.
Tra gli artisti pubblicati dall'etichetta si distinguono Badly Drawn Boy, Danzig, Tarja Turunen, Dir en grey, Sigh, Mindless Self Indulgence, Juliette Lewis, Emilie Autumn, The 69 Eyes e Ulver.

## Artisti

### Attuali
- The 69 Eyes
- Age of Silence
- Agua de Annique
- The Answer
- Braveyoung
- Charm City Devils
- Cable
- The Candles
- Daniel Lioneye
- Danzig
- Die Apokalyptischen Reiter
- Dir en grey
- Dirty Little Rabbits
- Enemy of the Sun
- Estradasphere
- Emilie Autumn
- Early Man
- Funeral for a Friend
- The Gathering
- Goes Cube
- Gorgeous Frankenstein
- Helloween
- Hull
- Jarboe
- Juliette Lewis
- Karl Sanders
- Kosmos
- Laethora
- Lordi
- The Lemonheads
- Made Out of Babies
- Mindless Self Indulgence
- Nadja
- Novembers Doom
- OOMPH!
- Sigh
- Sleepytime Gorilla Museum
- Suicide City
- Super 8 Bit Brothers
- Sweethead
- Tarja Turunen
- Tub Ring
- These Are They
- Ulver
- Virgin Black
- Klogr

### Artisti del passato
- After Forever
- Agalloch
- Andy Winter
- Antimatter
- Arcturus
- Crisis
- Darkthrone
- Dissection
- Enslaved
- Epica
- Epoch of Unlight
- Frantic Bleep
- Giant Squid
- Green Carnation
- Head Control System
- In the Woods...
- Karmakanic
- Lilitu
- Love History
- Madder Mortem
- Mental Home
- Mistigo Varggoth Darkestra
- Nightingale
- Nokturnal Mortum
- Oathean
- Odes of Ecstasy
- Peccatum
- Scholomance
- Sculptured
- Sleepless
- Star of Ash
- Stolen Babies
- Subterranean Masquerade
- Thine Eyes Bleed
- Unexpect
- Voivod